# Playfair (cráter marciano)
Playfair es un cráter de impacto situado en el cuadrángulo Mare Australe de Marte, localizado en las coordenadas 78.1° S de latitud y 126.2° O de longitud. Tiene 64.2 km de diámetro, y debe su nombre al geólogo británico John Playfair. La denominación fue aprobada en 1973 por la Unión Astronómica Internacional.

## Marcas oscuras de deshielo
La imagen siguiente fue tomada durante la primavera marciana, cuando la temperatura aumentaba. Durante el invierno, se acumulan grandes cantidades de hielo, y cuando las temperaturas remontan en la primavera, la capa helada se sublima en la delgada atmósfera del planeta rojo, dejando tras de sí la tierra de color oscuro. La superficie aparece cubierta de zonas oscuras cuando se está produciendo el proceso de deshielo.
| \| [[File:Wikiplayfair.jpg\\|720px\\|alt={{{Alt\\|{{{descripción}}}]] \| \| Playfair (imagen CTX a bordo del Mars Reconnaissance Orbiter. Manchas oscuras en zonas de deshielo. (El norte, hacia la izquierda de la fotografía). \| |
| [[File:Wikiplayfair.jpg\|720px\|alt={{{Alt\|{{{descripción}}}]] |
| Playfair (imagen CTX a bordo del Mars Reconnaissance Orbiter. Manchas oscuras en zonas de deshielo. (El norte, hacia la izquierda de la fotografía).                                                                                |

## Por qué los cráteres son importantes
La densidad de cráteres de impacto suele permitir determinar las edades de las superficies de Marte y de otros cuerpos del sistema solar. Las superficies más antiguas suelen tener mayor presencia de cráteres, y sus formas pueden revelar la presencia de hielo en el terreno.